# 郑楼镇

### 区域概况
郑楼镇，江苏省宿迁市洋河新区下辖镇，隶属洋河新区。位于宿迁市东南方向，距离市区城区约35公里。北靠大运河与宿豫区仰化镇隔河相望，南沿古黄河与洋河新区仓集镇接壤，西与宿城区洋北镇相连。
京杭运河与古黄河两河穿境而过，东、南、西分别有二级公路连接325省道，宿迁中心城区第一条铁路宿淮铁路以及2019年12月16日开通的的徐宿淮盐铁路贯穿境内。

### 历史沿革
1957年设郑楼乡，归泗阳县管辖，1958年改郑楼公社，1983年复置郑楼乡，2000年撤乡设镇。
2003年，辖郑楼、陈圩、古城、张渡4个居委会，胡李、金山、太平、邱庄、大沟、梁庄、金沟7个行政村。2004年，划归宿城区管辖。2013年6月划归洋河新区管辖。
2017年底郑楼镇行政建制被撤销，并入新成立的洋河镇。郑楼镇更名郑楼片区，包含郑楼、陈圩、古城、张渡4个居委会，胡李、金山、太平、邱庄、大沟、梁庄、金沟7个行政村，行政上归洋河镇管辖。

### 人文历史
郑楼镇历史悠久，曾是南北交通之要道，茶盐集散之大都，历代兵家必争之要地。原始社会，这里是涂山国女娲氏(或称女儿国)九夷部落。九夷，后来音讹为套犹。轩辕黄帝时，套犹人曾与之角逐，军事酋长被人称为蚩尤。后又衍涂为徐，涂山国又称徐国，九夷亦音讹为徐夷。
公元前221年，秦始皇废分封制、置郡县，改周之套犹国为套犹县，县治仍在古城。
公元405年在此设立宿豫县。
晋永兴二年(公元305年)，琅琊王司马睿置邸阁于宿豫城在郑楼镇古城山南麓，古黄河之北侧，相传有72道阶梯直通古黄河底。
“古城”是郑楼的“长老”，据泗阳县志载：东周时属青州的套犹国，西汉又在套犹国都署套犹县，唐宋年间，古城一直作为宿迁县城所在地。史上为套犹县、宿豫县、徐州、东楚州、泗州等治所，至唐开元二十三年(735年)，城为水漫，州治南移，县治北徙，至今古城仍在水中为沙湮埋。
清乾隆年间，淮扬道游击郑永泰于此建楼而得名“郑楼”，并兴集市，后王相居此，建“百花万卷草堂”及亭台、楼榭、假山、鱼池，曾经盛极一时。
郑楼镇境内的“崔镇”即今张渡村一带，古称“崔镇”又名“崔野镇”，自古就是古运河畔有名的驿站，南宋丞相文天祥，被元军押解北去大都(今北京)曾留宿于此。留诗数首，其中《发崔镇》诗曰：“高雁空秋兴，寒蜚破晚眼。淡烟白似海，野水碧于天。兴废嗟何及，行藏信自然。南人乍骑马，北客半乘船”。元代状元、蒙古族大诗人萨天锡、明代大司马史可法皆来过此地。
清康熙三十八年(公元1699年)康熙帝南巡视察黄河水务，于四月二十八日御舟泊崔镇。相传清乾隆五十年(公元1785年)乾隆帝沿运河南巡，龙船泊港留宿，听说崔镇，因嫌其音同“摧朕”，仅留一宿即匆匆离去。

### 历史诗文
```
《晚次宿预馆》唐·钱 起：乡心不可问，秋气又相逢。飘泊方千里，离悲复几重。回云随去雁，寒露滴鸣蛩。延颈遥天末，如闻万国钟。
```

```
《夜半步次古城》唐·杨 衡： 茫茫死复生，惟有古时城。夜半无乌雀，花枝当月明。
```

```
《发崔镇》宋·文天祥：高雁空秋兴，寒螀破晓眠。淡烟白似海，野水碧于天。兴废嗟何及，行藏信自然。南人乍骑马，北客半乘船。
```

```
《阻风崔镇有感》元·萨都剌：逆风吹河河倒行，阻风时节正清明。南人北人俱上冢，桃花杏花开满城。虽云年有同船好弟兄。
```

```
《夜泊古城》明·张惟恕：细雨生寒满，扁舟次古城。风柔春浪息，月落夜潮平。
```

```
《古城春望》明·李梦阳：阴阴日欲暮，迢迢春望稀。野色吹寒立，林鸦逆雨归。孤城还麦秀，白草且花飞。临路柳长袅，前朝今是非。
```

```
《过宿迁县》清·弘 历：大堤临运水，宿豫过名城。烟火隔堤庶，仓箱际岁亨。殷勤询吏治，亲切爱民情。花柳迟何碍，吾宁问景行。
```

```
《过古城谒三义庙》清·吴伟业：庙貌高原古，村巫荐白苹。河山虽两地，兄弟只三人。旧俗传香火，残碑误鬼神。普天皆汉土，何必史书真。
```

```
《古城春望》清·郑牧民：古堞春深色自奇，倾城应有绿珠姿。季伦原是豪华客，一望浑非金谷时。
```

```
《薄暮发古城》清·王士祯： 一水天未明，余霞乱相射。错落披金膏，喷流萧瑟瑟。长啸招天风，为我驭海席。吴越指顾间，黄花正秋色。
```

```
《古城义聚》清·眭文焕：昔年龙战野，此地跃真龙。不有紫阳笔，万古皆昏蒙。鱼水时未合，飘荡寄孤穷。君臣而骨肉，高义薄苍穹。千载抚遗迹，古驿荒烟丛。圣神长庙享，吴魏直沙虫。正气满天地，长河振烈风。
```

```
《古城汉寿亭侯庙》清·李鼎元：兄弟君臣义，遥遥聚古城。三分基已植，六出势先成。剑舞邮亭月，觞飞邸舍旌。河干遗庙在，千载气如生。
```